# 27400 Mikewong
27400 Mikewong è un asteroide della fascia principale. Scoperto nel 2000, presenta un'orbita caratterizzata da un semiasse maggiore pari a 2,5946115 au e da un'eccentricità di 0,1243179, inclinata di 13,91862° rispetto all'eclittica.
L'asteroide  è dedicato all'astronomo statunitense Michael H. Wong.